# باول ويلسون (لاعب كرة قاعدة)
باول ويلسون (بالإنجليزية: Paul Wilson)‏ هو لاعب كرة قاعدة أمريكي، ولد في 28 مارس 1973 في أورلاندو في الولايات المتحدة.

## وصلات خارجية
- بول ويلسون على موقع دوري كرة القاعدة الرئيسي (الإنجليزية)
- بول ويلسون على موقعبيزبول رفرنس.كوم (الدوري الرئيسي) (الإنجليزية)
- بول ويلسون على موقعبيزبول رفرنس.كوم (الدوري الثانوي) (الإنجليزية)
- بول ويلسون على موقع إي إس بي إن.كوم (أم.أل.بي) (الإنجليزية)
- بول ويلسون على موقع مشجعي الرسوم البيانية (الإنجليزية)